# يوهان جورج باخ
يوهان جورج باخ (بالألمانية: Johann Georg Bach)‏ هو عازف الأرغن ألماني، ولد في 30 سبتمبر 1751 في أيسناخ في ألمانيا، وتوفي بنفس المكان في 12 أبريل 1797.